# Pseudoformicaleo iners
Pseudoformicaleo iners is een insect uit de familie van de mierenleeuwen (Myrmeleontidae), die tot de orde netvleugeligen (Neuroptera) behoort. 
Pseudoformicaleo iners is voor het eerst wetenschappelijk beschreven door Navás in 1915.